# El Puebla
El Puebla är en ort i Mexiko.   Den ligger i kommunen Caborca och delstaten Sonora, i den nordvästra delen av landet, 1 900 km nordväst om huvudstaden Mexico City. El Puebla ligger 72 meter över havet och antalet invånare är 135.
Terrängen runt El Puebla är platt, och sluttar västerut. Runt El Puebla är det mycket glesbefolkat, med 6 invånare per kvadratkilometer. Närmaste större samhälle är Plutarco Elías Calles, 7,1 km öster om El Puebla. Omgivningarna runt El Puebla är i huvudsak ett öppet busklandskap.